# Anisozyga lonias
Anisozyga lonias là một loài bướm đêm trong họ Geometridae.